# Мынзу, Анатолий Иванович
Анатолий Иванович Мынзу (укр. Анатолій Іванович Минзу; 29 июня 1980, Сергеевка, Одесская область) — российский и украинский футболист.

## Биография
Начинал карьеру в любительской поселковой команде. С 1998 по 1999 годы играл в клубе Ворскла-2 из Полтавы. В сезоне 1999/00 выступал за молдавский клуб «Энергетик» из города Дубоссары, который по результатам национального первенства покинул высший эшелон своей страны. В начале 2001 года перешёл в махачкалинское «Динамо». 10 октября того же года в выездном матче против ростовского СКА разразился скандал с назначением в дополнительное время сомнительного пенальти в ворота клуба из Дагестана, вследствие чего был забит победный мяч клубом с берегов Дона, принеся победу армейцам со счётом 3:2. После чего завязалась потасовка, в результате чего 17 октября того же года бюро КДК после рапорта инспектора матча Виктора Акопяна о физическом воздействии на арбитра матча Павла Кулалаева дисквалифицировало указанного игрока без определения срока. В 2004 году работал тренером клуба «Видное». С 2007 года ведёт футбольную агентскую деятельность. В 2013 году был назначен спортивным директором клуба «Академия УТМ» из Кишинёва. С 11 августа 2014 года назначен начальником ТСК из Симферополя.

## Личная жизнь
Окончил Полтавский педагогический университет.